# 阿布哈兹政党列表
这是一个阿布哈兹政党列表。
阿布哈兹实行多党制。该国的政党通常缺乏稳定的意识形态，因此其行动往往取决于政党领袖的态度和理念。

## 现存政党
- 退伍军人（英语：Amtsakhara）
- 复兴（英语：Aitaira）
- 争取阿布哈兹民族团结论坛（英语：Forum for the National Unity of Abkhazia）
- 联合阿布哈兹（英语：United Abkhazia）
- 争取阿布哈兹经济发展党（英语：Party for the Economic Development of Abkhazia）
- 阿伊纳尔（英语：Ainar）
- 阿布哈兹共产党
- 阿布哈兹人民党（英语：People's Party of Abkhazia）
- 阿布哈兹（英语：Apsny (political party)）
- 阿布哈兹社会-民主党（英语：Social-Democratic Party of Abkhazia）[2]